# 2049 Grietje
A 2049 Grietje (ideiglenes jelöléssel 1973 SH) egy kisbolygó a Naprendszerben. Tom Gehrels fedezte fel 1973. szeptember 29-én.